# Namysłów
Namysłów (in tedesco Namslau) è un comune urbano-rurale polacco del distretto di Namysłów, nel voivodato di Opole.
Ricopre una superficie di 289,95 km² e nel 2004 contava 26 336 abitanti, situato lungo le rive del fiume Widawa.